# Tomboy

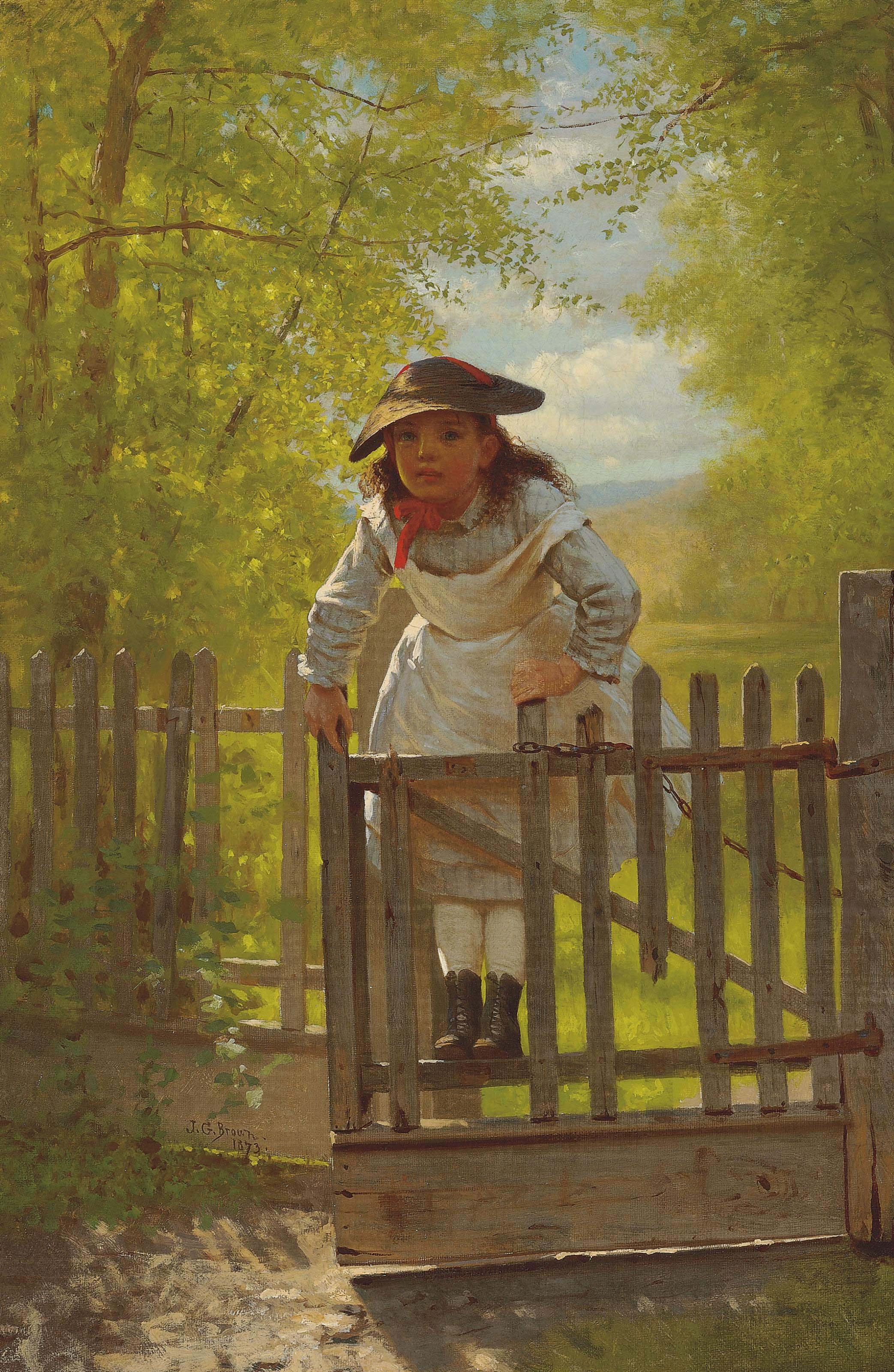
Obraz Tomboy z roku 1873 od J. G. Browna

Tomboy je dívka, která vykazuje vlastnosti tradičně připisované chlapcům, včetně toho, že nosí maskulinní oblečení anebo se zabývají aktivitami, které jsou většinou chlapeckou doménou.